# Damir Munitić
Damir Munitić (Osijek, 17. kolovoza 1953.− 2011.) bio je hrvatski kazališni redatelj i profesor na Akademiji dramskih umjetnosti. Obje su ga te profesije duboko određivale. U potpunu predanost pedagoškom radu unio je svu svoju ljubav prema kazalištu i svoj redateljski i organizacijski talent. 

## Životopis
Rođen je u Osijeku 1953., gdje se i školovao. Studirao je jezikoslovlje i književnost na Filozofskom fakultetu u Zagrebu, a diplomski ispit obranio na ADU 1997. Iste godine zapošljava se na Glumačkom odsjeku ADU te u svojoj sveučilišnoj karijeri radi na svim dislociranim studijima glume u Osijeku, Rijeci i Splitu, a više je puta bio i pročelnik Glumačkog odsjeka.
Od 1976., kada je samostalno postavio prvu režiju, režirao je niz suvremenih tekstova svjetske i domaće dramske literature, koje je uglavnom sam preveo ili adaptirao za izvođenje na pozornici. Za redateljski rad nagrađen je 1985. nagradom HDDU-a za najbolju režiju, posebno priznanje primio je u Münchenu za predstavu H. G. Schneidera Igrajmo se Crvenkapice (ZKM) kao i u Glasgowu za adaptaciju Shakespeare–Stoppardova Petnaestominutnog Hamleta (Teatar &TD). Nemirna duha i uvijek u pokretu, osnivao je ili bio među osnivačima kazališnih grupa Teatar ’79, Zagreb, Teatar BAM, Osijek 1985 i Kazališta MimAra, Zagreb 1995. Tijekom boravka na osječkoj Umjetničkoj akademiji potpomogao je osnutak i početak rada nove scene Barutana u Osijeku, gdje je u sezoni 2004/2005. bio i ravnatelj Drame osječkog HNK.
Izniman erudit i poznavatelj organizacijskih osnova studija glume i režije, Damir Munitić tijekom svog pedagoškog rada za potrebe predavanja preveo je i priredio stotinjak članaka ili fragmenata iz opsežnijih znanstveno-teorijskih djela, kojima se koriste kao literaturom u nastavi glume. Iza Damira Munitića u kazališnoj pedagogiji ostat će veliki opus koji, nažalost, sam autor nije imao vremena klasificirati, usustaviti i objaviti u obliku knjige. Njegovu pak oštrinu zapažanja, kritičnost, ali i nepresušno nastojanje da prenese spoznaje mlađim generacijama, mnogi će hrvatski glumci pamtiti i nositi kao inspiraciju.